# 永吉家
永吉家（ながよしけ）は、薩摩国の守護大名島津氏の分家である。

## 概略
薩摩島津家15代島津貴久の四男・島津家久を始祖とする。家久は「島津四兄弟」の末子として、島津氏の覇権に関与する。日向の佐土原城主となっていた。
嫡子である島津豊久が家督を継承したが、関ヶ原の戦いに西軍として参加、敗戦後に撤退する際に、宗家の島津義弘を無事帰還させるために徳川方の家臣団との壮絶な戦い（「捨て奸戦法」と呼ばれる）を行い、豊久以下の多くの兵士が戦死した（島津の退き口）。
戦後処理において、島津宗家は改易を免れたものの、佐土原は没収、家臣は佐土原を追放され、永吉（現在の日置市吹上町永吉）に移住した。新たに、永吉島津家が創立され、家久が初代、豊久が2代扱いとなった。
初代家久の墓所は宮崎市佐土原と永吉の梅天寺跡に、2代豊久以降の歴代当主と家族の墓所は佐土原と永吉の天昌寺跡にある。豊久が戦死した関ケ原町に隣接する大垣市上石津町にも供養塔があり、菩提寺として瑠璃光寺が建立されている。

## 小説
- 山元泰正 『島津家久と島津豊久』 学陽書房社〈人物文庫〉
- 天野純希 『破天の剣』 角川春樹事務所版
- 大迫昭 『島津上久』 勧学教育社版